# 키릴 세레브렌니코프
키릴 세레브렌니코프(러시아어: Кирилл Серебренников, 영어: Kirill Serebrennikov, 1969년 9월 7일 ~ )는 러시아의 연극 감독, 영화 감독이다.

## 작품 목록

### 영화
- 라긴 (2004)
- 플레잉 더 빅팀 (2006)
- 유리의 날 (2008)
- 크러쉬 (2009)
- 비트레이얼 (2012)
- 스튜던트 (2016)
- 레토 (2018)
- Petrov's Flu (2021)
- 차이콥스키의 아내 (2022)
- 리모노프: 에디의 발라드 (2024)
- 요제프 멩겔레의 실종 (2025)